# Mark Rios
Mark Rios (Barcelona, 1987) conocido profesionalmente como "Sr. goteando" es un artista y diseñador de moda español. Sus obras han sido expuestas en Barcelona, Madrid, Florencia, Nueva York, Miami y Los Ángeles.

## Eeducación
Mark creció en Barcelona, España, donde estudió arte en la escuela Frederic Mistral y posteriormente se matriculó en la ESDi School of Design donde orientó su carrera hacia el diseño de moda.

## Carrera
Comenzó su carrera con su propia marca de ropa y bolsos que vendía en tiendas multimarca de todo el país. En 2015, tomó como carrera el arte mediante el método del goteo. El dripping es una técnica desarrollada originalmente por Max Ernst en Alemania y posteriormente utilizada por el artista estadounidense Jackson Pollock. Al año siguiente se trasladó a Nueva York y realizó su primera exposición en el PHD Dream Hotel con Kygo y una colaboración de marca con Black Pyramid.
Sus trabajos han sido reconocidos por Chris Brown, Neymar Jr, Major Lazer, Nyjah Huston, Sara Sampaio, Cindy Kimberly, Nieves Álvarez, Sergio Agüero, Karim Benzema, Antonio Banderas, Thomas Pieters, Dsquared, Tom Cruise, Sebastián Yatra, Xavi Hernández, etc. En diciembre de 2017 expuso sus obras en Miami y realizó una actuación en directo con Major Lazer en la semana de Art Basel.

## Exposiciones
- Hotel NH Collection (exposición)
- El Principal De L'eixample (en directo)
- Hotel NH Collection (exposición)
- El Principal de L'eixample (espectáculo en directo)
- Espai BM (exposición)
- Galleria Vittorio Emanuele II (exposición y espectáculo)
- Axel Hotels (exposición y espectáculo)
- Estrella Damm (evento)
- Nuba Lounge (exposición y espectáculo)
- Galería de Diseño de Barcelona (representación)
- 080 Barcelona (desfiles de la semana de la moda para las marcas) Moto GP Monster Grand Prix (espectáculo en directo)
- Circuito de Fórmula 1 de Cataluña (exposición y espectáculo en directo) MACBA (evento privado en directo)
- Olivia Valere Marbella (espectáculo en vivo)
- Estadio del equipo de fútbol del Barcelona (espectáculo en directo)
- Marca de la pirámide negra (espectáculo en vivo) Barcelona, España
- Marca Miquel Suay (espectáculo en vivo)
- Una noche en Pekín (exposición y espectáculo en directo)
- Isla Catalina (exposición)
- El Hotel Mondrian (espectáculo en vivo)
- Galería Universal (exposición)
- Hotel ME de Dubái (exposición de la residencia)
- Hotel At Six (exposición)